# 阳新站
阳新站，位於中華人民共和國湖北省黄石市阳新县兴国镇官桥村，隶属于武汉局集团武昌车务段，现为三等站，有武九铁路和武九客运专线经过。阳新县是重要的劳工输出地之一，因此车站每年在春运期间都会加开始发临客。

## 历史
- 1988年建成投入使用。
- 2005年向南迁址3公里至现址[6]。2017年接入武九客运专线
- 2021年8月28日，阳新站南站房正式投入运营[7]。

## 车站结构

### 站房
阳新站北站房建于2005年，南站房建于2021年。售票处位于站房，设有9个人工售票窗口及5台自动取(售)票机。候车室面积550平方米，可容纳800人候车；出站口位于站房东侧。

### 站场
阳新站设有普速场和客专场，共设三台十线，包括一座侧式站台和两座岛式站台。普速场有武九铁路经过，客专场有武九客运专线经过。
| 侧式站台 |                                     |
| 1站台    | 武九铁路 往庐山方向（西河村站）     |
| 通过线   | 武九铁路列车                        |
| 通过线   | 武九铁路下行列车通过线              |
| 通过线   | 武九铁路上行列车通过线              |
| 2站台    | 武九铁路 往武昌方向（浮屠街站）     |
| 岛式站台 |                                     |
| 3站台    | 武九客运专线 往九江方向（枫林站）   |
| 通过线   | 武九客运专线下行列车通过线          |
| 通过线   | 武九客运专线上行列车通过线          |
| 4站台    | 武九客运专线 往武汉方向（白沙铺站） |
| 岛式站台 |                                     |
| 5站台    | 武九客运专线 往武汉方向（白沙铺站） |